# Wereldkampioenschappen baanwielrennen 2006
De Wereldkampioenschappen baanwielrennen 2006, werden van 13 tot 16 april, gehouden in het Franse Bordeaux.
Er namen 7 Belgische mannen, 2 Belgische vrouwen, 11 Nederlandse mannen en 2 Nederlandse vrouwen deel.

## Uitslagen mannen

### Sprint
| Plaats | Naam             | Land | Tijd 1ste race | Tijd 2de race |
| ------ | ---------------- | ---- | -------------- | ------------- |
| Goud   | Theo Bos         | NED  | 10.374         | 10.510        |
| Zilver | Craig MacLean    | GBR  |                |               |
| Brons  | Stefan Nimke     | GER  | 10.576         | 10.683        |
| 4.     | Mickaël Bourgain | FRA  |                |               |
| 5.     | Damian Zielinski | POL  |                |               |
| 6.     | Maximilian Levy  | GER  |                |               |
| 7.     | Roberto Chiappa  | ITA  |                |               |

### Kilometertijdrit
| Plaats | Naam            | Land | Tijd     |
| ------ | --------------- | ---- | -------- |
| Goud   | Chris Hoy       | GBR  | 1.01,361 |
| Zilver | Ben Kersten     | AUS  | 1.02,085 |
| Brons  | François Pervis | FRA  | 1.02,696 |
| 4.     | Tim Veldt       | NED  | 1.02,909 |
| 5.     | Kévin Sireau    | FRA  | 1.03,107 |
| 6.     | Feng Yong       | CHN  | 1.03,314 |
| 7.     | Alois Kaňkovský | CZE  | 1.03,569 |
| 8.     | Masaki Inoue    | JPN  | 1.03,799 |

### Individuele achtervolging
| Plaats | Naam              | Land | Tijd         |
| ------ | ----------------- | ---- | ------------ |
| Goud   | Robert Bartko     | GER  | 4.23,473     |
| Zilver | Jens Mouris       | NED  | 4.24,480     |
| Brons  | Paul Manning      | GBR  | 4.20,902     |
| 4.     | Fabien Sanchez    | FRA  | 4.29,014     |
| 5.     | Mark Jamieson     | AUS  | 4.25,324     |
| 6.     | Volodymyr Djoedja | UKR  | 4.26,076     |
| 7.     | Aleksandr Seriv   | RUS  | 4.26,489     |
| 11.    | Dominique Cornu   | BEL  | kwalificatie |
| 15.    | Levi Heimans      | NED  | kwalificatie |

### Ploegenachtervolging
| Plaats | Naam                                                                      | Land | Tijd     |
| ------ | ------------------------------------------------------------------------- | ---- | -------- |
| Goud   | Peter Dawson Matthew Goss Mark Jamieson Stephen Wooldridge                | AUS  | 4.01,491 |
| Zilver | Stephen Cummings Robert Hayles Paul Manning Geraint Thomas                | GBR  | 4.01,527 |
| Brons  | Volodymyr Djoedja Roman Kononenko Ljoebomyr Polatajko Maksym Polisjtsjoek | UKR  | 4.04,695 |
| 4.     | Levi Heimans Jens Mouris Peter Schep Niki Terpstra                        | NED  | 4.05.305 |

### Team Sprint
| Plaats | Naam                                           | Land | Tijd   |
| ------ | ---------------------------------------------- | ---- | ------ |
| Goud   | Grégory Baugé Mickaël Bourgain Arnaud Tournant | FRA  | 43,969 |
| Zilver | Chris Hoy Craig MacLean Jamie Staff            | GBR  | 44,194 |
| Brons  | Ryan Bayley Shane Kelly Shane Perkins          | AUS  | 44,600 |
| 4.     | Teun Mulder Theo Bos Tim Veldt                 | NED  | 45,999 |
| 5.     | Polen                                          | POL  |        |
| 6.     | Duitsland                                      | GER  |        |

### Keirin
| Plaats | Naam                            | Land |        |
| ------ | ------------------------------- | ---- | ------ |
| Goud   | Theo Bos                        | NED  | 11,355 |
| Zilver | José Antonio Escuredo Raimondez | ESP  |        |
| Brons  | Arnaud Tournant                 | FRA  |        |
| 4.     | Mickaël Bourgain                | FRA  |        |
| 5.     | Lukasz Kwiatkowski              | POL  |        |
| 6.     | Teun Mulder                     | NED  |        |
| 7.     | Roberto Chiappa                 | ITA  |        |
| 8.     | Cedric Stoller                  | SUI  |        |

### Scratch
| Plaats | Naam               | Land | Punten |
| ------ | ------------------ | ---- | ------ |
| Goud   | Jérôme Neuville    | FRA  |        |
| Zilver | Angel Colla        | ARG  |        |
| Brons  | Ioannis Tamouridis | GRE  |        |
| 4.     | Wim Stroetinga     | NED  |        |
| 5.     | Danilo Napolitano  | ITA  |        |
| 6.     | Rafal Ratajczyk    | POL  |        |
| 7.     | Vasil Kiryjenka    | BLR  |        |
| 8.     | Andreas Müller     | GER  |        |
| 16.    | Matthew Gilmore    | BEL  |        |

### Puntenkoers
| Plaats | Naam               | Land | Punten |
| ------ | ------------------ | ---- | ------ |
| Goud   | Peter Schep        | NED  | 31     |
| Zilver | Rafal Ratajczyk    | POL  | 18     |
| Brons  | Vasil Kiryjenka    | BLR  | 15     |
| 4.     | Chris Newton       | GBR  | 13     |
| 5.     | Alexander Äschbach | SUI  | 13     |
| 6.     | Ioannis Tamouridis | GRE  | 13     |
| 8.     | Iljo Keisse        | BEL  | 11     |

### Madison
| Plaats | Naam                               | Land | Punten |
| ------ | ---------------------------------- | ---- | ------ |
| Goud   | Isaac Gálvez Juan Llaneras         | ESP  | 16     |
| Zilver | Lyobomyr Polataiko Volodymyr Rybin | UKR  | 11     |
| Brons  | Juan Curuchet Walter Pérez         | ARG  | 9      |
| 6.     | Matthew Gilmore Iljo Keisse        | BEL  | 9(-1)  |
| 7.     | Robert Slippens Danny Stam         | NED  | 6(-1)  |

## Uitslagen vrouwen

### Sprint
| Plaats | Naam                      | Land | Tijd |
| ------ | ------------------------- | ---- | ---- |
| Goud   | Natallia Tsilinskaja      | BLR  |      |
| Zilver | Victoria Pendleton        | GBR  |      |
| Brons  | Shuang Guo                | CHN  |      |
| 4.     | Clara Sanchez             | FRA  |      |
| 5.     | Simona Krupeckaite        | LTU  |      |
| 6.     | Dana Glöss                | GER  |      |
| 7.     | Jennie Reed               | USA  |      |
| 8.     | Lisandra Guerra Rodriguez | CUB  |      |

### 500m tijdrit
| Plaats | Naam                      | Land | Tijd   |
| ------ | ------------------------- | ---- | ------ |
| Goud   | Natalja Tsilinskaja       | BLR  | 34,152 |
| Zilver | Anna Meares               | AUS  | 34,352 |
| Brons  | Lisandra Guerra Rodriguez | CUB  | 34,609 |
| 4.     | Victoria Pendleton        | GBR  | 34,614 |
| 5.     | Simona Krupeckaite        | LTU  | 34,668 |
| 6.     | Shuang Guo                | CHN  | 34,717 |
| 10.    | Yvonne Hijgenaar          | NED  | 35,330 |

### Individuele achtervolging
| Plaats | Naam              | Land | Tijd     |
| ------ | ----------------- | ---- | -------- |
| Goud   | Sarah Hammer      | USA  | 3.37,227 |
| Zilver | Olga Sljoesarjova | RUS  | 3.37,544 |
| Brons  | Katie Mactier     | AUS  | 3.36,123 |
| 4.     | Karin Thürig      | SUI  | 3.42,439 |
| 5.     | Wendy Houvenaghel | GBR  |          |
| 6.     | Emma Davies       | GBR  |          |
| 18.    | Adrie Visser      | NED  |          |
|        | Sara Peeters      | BEL  | reeksen  |

### Keirin
| Plaats | Naam                      | Land |  |
| ------ | ------------------------- | ---- |  |
| Goud   | Christin Muche            | GER  |  |
| Zilver | Clara Sanchez             | FRA  |  |
| Brons  | Shuang Guo                | CHN  |  |
| 4.     | Jennie Reed               | USA  |  |
| 5.     | Diana Maria Garcia Orrego | COL  |  |
| 6.     | Di Mu                     | CHN  |  |
| 7.     | Natalja Tsylinskaja       | BLR  |  |
| 8.     | Elisa Frisoni             | ITA  |  |

### Scratch
| Plaats | Naam                       | Land | Punten |
| ------ | -------------------------- | ---- | ------ |
| Goud   | Maria Luisa Calle Williams | COL  |        |
| Zilver | Gina Grain                 | CAN  |        |
| Brons  | Olga Sljoesarjova          | RUS  |        |
| 4.     | Rebecca Quinn              | USA  |        |
| 5.     | Elke Gebhardt              | GER  |        |
| 6.     | Annalisa Cucinotta         | ITA  |        |
| 8.     | Adrie Visser               | NED  |        |
| 14.    | Karen Verbeeck             | BEL  |        |

### Puntenkoers
| Plaats | Naam                    | Land | Punten |
| ------ | ----------------------- | ---- | ------ |
| Goud   | Vera Carrara            | ITA  | 35     |
| Zilver | Olga Sljoesarjova       | RUS  | 35     |
| Brons  | Gema Pascual Torrecilla | ESP  | 32     |
| 4.     | Yoanka Gonzalez Perez   | CUB  | 32     |
| 5.     | Katherine Bates         | AUS  | 29     |
| 6.     | Lada Kozlikova          | CZE  | 27     |
| 7.     | Maria Luisa Calle       | COL  | 23     |
| 10.    | Adrie Visser            | NED  | 6      |
| 21.    | Karen Verbeek           | BEL  | -19    |

## Medaillespiegel
| Plaats | Land                | Goud | Zilver | Brons | Totaal |
| 1      | Nederland           | 3    | 1      | 0     | 4      |
| 2      | Frankrijk           | 2    | 1      | 2     | 5      |
| 3      | Wit-Rusland         | 2    | 0      | 1     | 3      |
| 3      | Duitsland           | 2    | 0      | 1     | 3      |
| 5      | Verenigd Koninkrijk | 1    | 4      | 1     | 6      |
| 6      | Australië           | 1    | 2      | 2     | 5      |
| 7      | Spanje              | 1    | 1      | 1     | 3      |
| 8      | Colombia            | 1    | 0      | 0     | 1      |
| 8      | Italië              | 1    | 0      | 0     | 1      |
| 8      | Verenigde Staten    | 1    | 0      | 0     | 1      |
| 11     | Rusland             | 0    | 2      | 1     | 3      |
| 12     | Argentinië          | 0    | 1      | 1     | 2      |
| 12     | Oekraïne            | 0    | 1      | 1     | 2      |
| 14     | Canada              | 0    | 1      | 0     | 1      |
| 14     | Polen               | 0    | 1      | 0     | 1      |
| 16     | China               | 0    | 0      | 2     | 2      |
| 17     | Cuba                | 0    | 0      | 1     | 1      |
| 17     | Griekenland         | 0    | 0      | 1     | 1      |
| Totaal | Totaal              | 15   | 15     | 15    | 45     |